# برج بریج‌استون
برج بریج‌استون (انگلیسی: Bridgestone Tower) آسمان‌خراشی در نشویل، تنسی واقع در ۲۰۰ فورث اونو ساوث است. این ساختمان ۱۴۰ متر (۴۶۰ فوت) ارتفاع و سی طبقه دارد. این ساختمان توسط پرکینز+ویل طراحی شد و در سال ۲۰۱۷ به اتمام رسید.